# 近世における世界の一体化
近世における世界の一体化（きんせいにおけるせかいのいったいか）では、16世紀から17世紀にかけての世界が一体化する過程について言及する。16世紀には、ユーラシア大陸では東から明、サファヴィー朝、オスマン帝国の3つの帝国が鼎立しバーブルによるムガル帝国の建国（1526年）、さらに、ロシアではモスクワ大公国が、ドイツではハプスブルク家がそれぞれの地域で台頭し始めていた時代であった。
一方、早期にレコンキスタを終了させていたポルトガルを皮切りに、西ヨーロッパ諸国は、次々と大西洋へと乗り出していった。1492年のコロンブスのサン・サルバドル島到達、1498年のヴァスコ・ダ・ガマの喜望峰到達は、これまでの貿易構造を大きく変化させる原因となった。

## ユーラシア大陸の繁栄

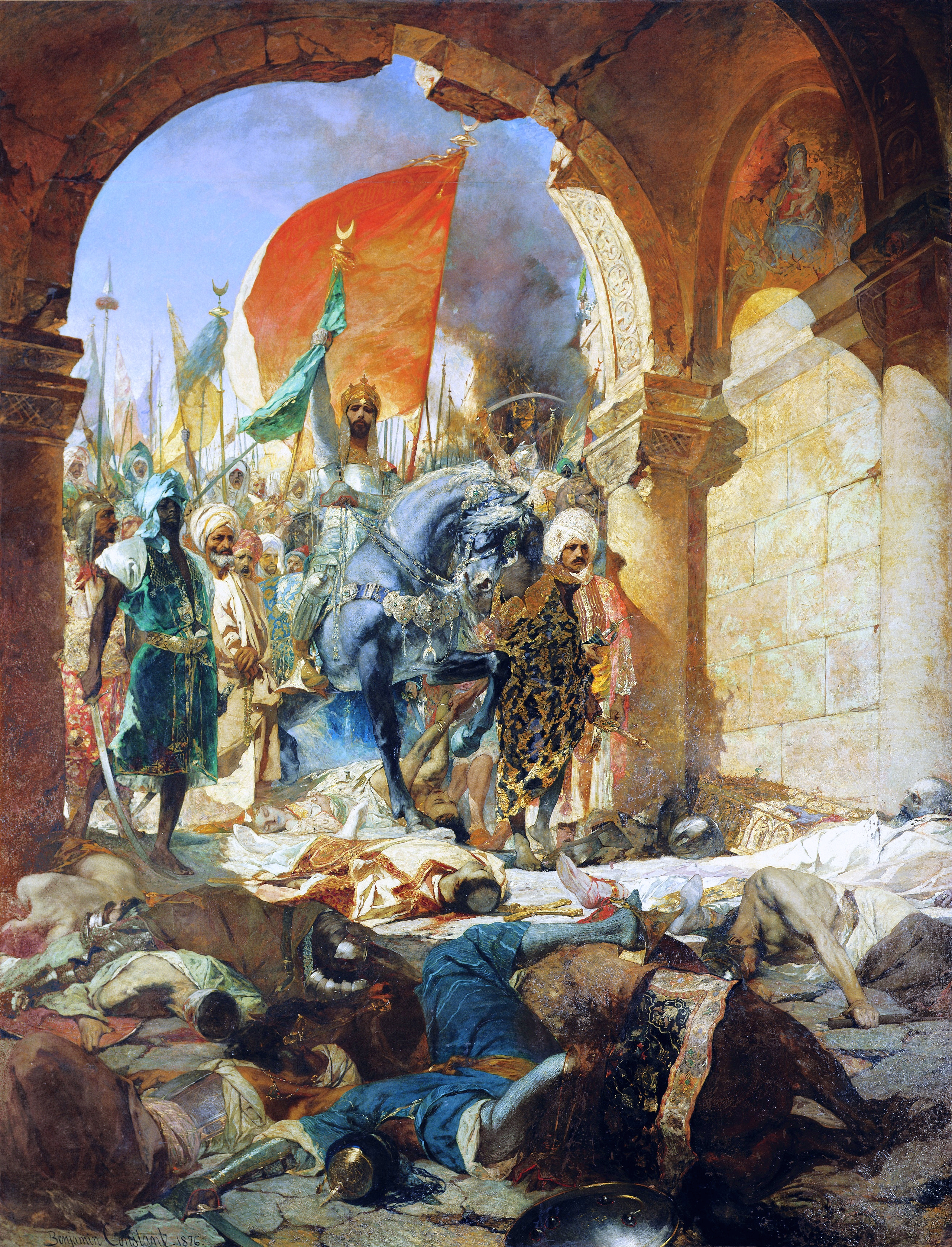
1453年、コンスタンティノープルに入城するメフメト2世

ユーラシア大陸の16世紀は活気に満ちた時代だった。
東アジアでは明が国際秩序の中心にあり、前世紀に比べれば翳りがみられるものの経済も繁栄し、朝鮮王国や琉球王国は明の冊封体制下で政治的安定をみていた。日本では織田信長と豊臣秀吉によって国内の統一が進展。北ユーラシアでは、イヴァン4世（雷帝）が「全ロシアのツァーリ（皇帝）」を称して、モスクワ大公国からロシア・ツァーリ国へと脱皮した。
南アジアのムガル朝、イラン高原を本拠とするサファヴィー朝、アナトリア西部に誕生したオスマン帝国は、いずれもトルコ系遊牧騎馬民の軍事力を背景にして建国し、土着化し、勢力を伸ばしたイスラーム王朝であり、それぞれ政治的に安定し、文化が栄え、その首都は繁栄した。そこにはまた、それぞれの豊かな物産を求めて多くの外国商人も訪れていた。なかでもオスマン帝国は1453年、千年以上続き難攻不落とされた東ローマ帝国の首都コンスタンティノープル（イスタンブール）を陥落させたのち急速に領土を拡大した。スレイマン1世治下の1529年にはハンガリー平原をこえてウィーンを包囲し、その晩年には西アジア、北アフリカ、バルカン半島にまたがる大帝国となって、ヨーロッパのキリスト教世界に恐怖をあたえた。その一方、スレイマン1世は1536年にフランスのフランソワ1世に恩恵としてカピチュレーションを与えた。オスマン帝国は1579年、エリザベス1世治下のイングランドにもカピチュレーションを与えている。
ルネサンスの時代をむかえていたヨーロッパは、繁栄するアジアに豊かな物産を求め、地中海域の東半を支配したオスマン帝国の領土をさけて大西洋に新しい航路を求めた。

## 大航海時代

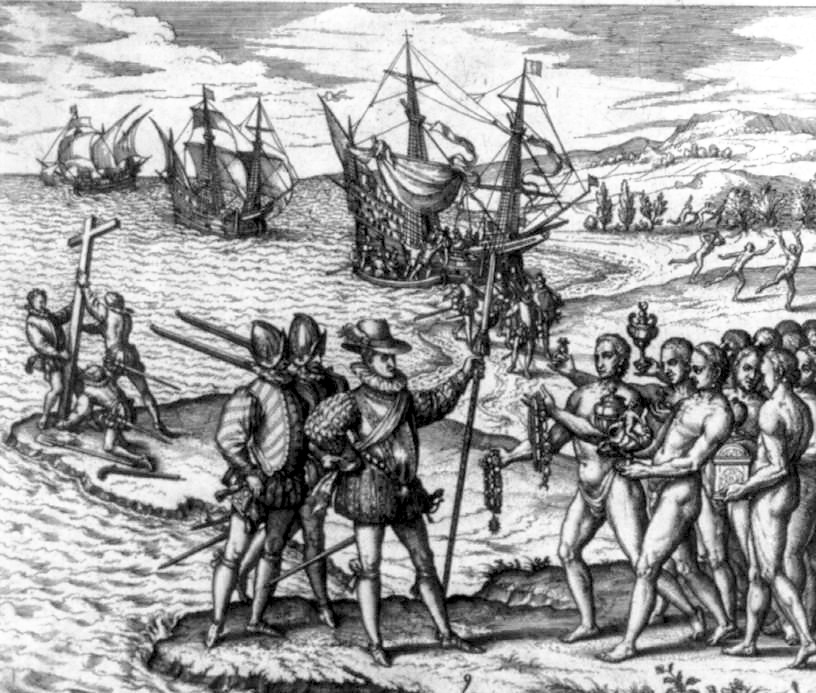
1492年、イスパニョーラ島に上陸するコロンブス

アジアの物産のなかでも、十字軍以来イスラーム世界を通じてヨーロッパに知られ、高緯度地方の長い冬の食肉保存と味付けに必要となっていった香辛料は人びとに渇望された。当時の香辛料はきわめて高価で、同じ重さの銀と交換されるほどだったという。
ルネサンス期のイタリアでは地理学や天文学に関する知識が急速に広まり、帆船、羅針盤、火砲についても、その実用化が進展していた。航海術も発達した。また、1494年ルカ・パチョーリはその著『スムマ』のなかで複式簿記を紹介しており、それ以後、ヨーロッパ各地で広く行われるようになった。
一方、かつてイスラーム勢力の支配下にあったイベリア半島はキリスト教徒による再征服事業（レコンキスタ）が1492年をもって完了し、ポルトガルとスペインの王や貴族たちは競って海外に進出し、キリスト教の布教に熱心に取り組んだ。
大西洋からアフリカ西岸を大陸づたいに南下し、喜望峰を経由してインドのカリカットに到達したポルトガル人ヴァスコ・ダ・ガマ、スペイン女王イサベル1世の後援により大西洋を横断してサン・サルバドル島に到達し、のちにアメリカ大陸の「発見」者と呼ばれたクリストファー・コロンブス、自身はポルトガル人だったがスペイン王カルロス1世の支援をうけて人類最初の世界周航をなしとげたフェルディナンド・マゼラン（フェルナン・デ・マガリャンイス）一行などの活躍したこの時代を、大航海時代と呼んでいる。
当時の南北アメリカには、先史時代にアジアからベーリング海峡を渡った人々が独自の文明を発達させ、15世紀にはインカ帝国、アステカ王国や都市マヤパンが栄えていた。いずれも馬や鉄器を伴わなかったものの、インカやアステカはトウモロコシとジャガイモを主穀とする農業、暦そして神殿や石造建築などが高度に発達した強大な専制国家だった。

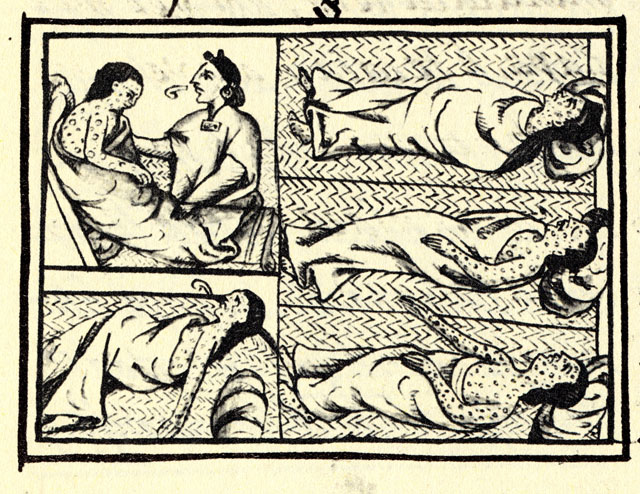
白人の持ち込んだ天然痘によって倒れたインディアンたち。パイプを使った煙草治療が試みられている（中央メキシコ、16世紀）

しかし、16世紀前半にスペインはインカ帝国にフランシスコ・ピサロ、アステカ王国にはエルナン・コルテスなどのコンキスタドールを送り込み、かれらの謀略や鉄砲、馬、またヨーロッパからもたらされた天然痘などの伝染病（現地民に免疫力がなかった）によって両国は滅んだ。探検の時代から征服の時代となった。なお、「新大陸」は「発見」当初、広義のインド（インディア）の一部だと考えられ、そこの住民は以来、インディオ（スペイン語）・インディアン（英語）と呼ばれる。これはともに「インディアの人々」の意味である。
ポルトガルとスペインによる新航路開拓と海外領土獲得競争が白熱化すると、両国間に激しい紛争が発生した。さらに他のヨーロッパ諸国が海外進出を開始したため、独占体制の崩壊に危機感をつのらせた両国は、仲介をローマ教皇に依頼して、1493年に大西洋上に教皇による分界線（教皇子午線）を定めたのち、1494年にトルデシリャス条約、1529年にサラゴサ条約を締結して、それぞれの勢力範囲を決定して既得権を防衛しようと図った。

## アメリカ大陸到達の影響
「アメリカ」の名称は、フィレンツェ出身の地理学者アメリゴ・ヴェスプッチが「新大陸」の実地調査に基き、その著『航海誌』のなかでコロンブスの到達した地はインドではないと主張したことによる。彼により、アジアではなく「新しい」大陸であると確認され、1507年以降、彼の名にちなむ「アメリカ」が新大陸の呼称として一般的に認められるようになった。

### アメリカ大陸にもたらされたもの
ヨーロッパよりアメリカ大陸にもたらされたもので重要なものには、世界宗教としてのキリスト教、コムギ・サトウキビ・コーヒーなどの農産品、馬・牛・羊などの家畜、車輪、鉄器があり、また、ヨーロッパ白人自身も入植者としてそれに含まれる。また、天然痘、麻疹、インフルエンザなどの伝染病があった。免疫をもたなかったインディアン民族はこれらヨーロッパからの伝染病によって激減した。後述するように、アフリカからはインディアンの労働力を補う目的で黒人奴隷が拉致連行された。
また北アメリカでは、ウィスキーなどの酒は、インディアンやエスキモーたちとのありとあらゆる取引で使われた。酒造文化を持たないインディアンたちは、疑うこともなくたやすく酒に酔わされたあげくに彼らの土地を売り渡す契約書（土地売買という文化も彼らは持たなかった）に署名させられてしまった。21世紀の今日も、アルコール依存症はインディアンやエスキモー民族を取り囲む病巣の最大のものである。

### アメリカ大陸からもたらされたもの
アメリカ大陸からヨーロッパやアジアにもたらされたものも多い。
農産物としては、メキシコ原産のトウモロコシやサツマイモ、東洋種のカボチャ、トウガラシ、アンデス高原原産のジャガイモや西洋種のカボチャ、トマト、熱帯アメリカ原産のカカオなどが伝えられた。いずれも現代では世界中で重要な食糧となっており、ジャガイモはドイツ、トマトはイタリア、トウガラシは朝鮮の料理にそれぞれ不可欠な食材となっている。また、カカオはココアやチョコレートの原料として用いられている。
タバコは、アメリカ大陸では前10世紀ころより祭祀用の薬草、つまり神々への捧げ物として用いられていたと考えられており、マヤ文明の絵画にも喫煙の習慣が描かれている。マヤ人たちはタバコを万能の解毒剤として用い、また、その効用に魔術的な力を感じて儀式や占い、魔除けにも用いていた。コロンブスによってヨーロッパにもたらされ、当初は薬として使用されていた。
家畜としてはモルモットがあり、アンデス高原のように食用としては普及しなかったが、愛玩動物として、また生物学や医学のモデル生物として重要な役割を果たしている。家禽としては七面鳥があり、メキシコからスペイン人によってヨーロッパに伝わった。英語では中近東から伝わったホロホロチョウと混同してturkey cockあるいはturkey hen（トルコのニワトリ）と呼び、のちにクリスマスに食べる習慣が定着した。またヨーロッパで特に評判を呼んだのがビーバーの毛皮だった。その毛皮は柔らかくて帽子の材料とされ、シルクハットも当初はビーバーの毛皮で作られていた。インディアンがビーバーの狩猟を得意としていたことから、ヨーロッパ人との交易の対象となり、乱獲が進んで絶滅寸前まで追い込まれた時期もあった。また、その交易権をめぐってヨーロッパ人同士あるいはインディアン同士の紛争の種にもなった。
病気としては梅毒がある。元来はハイチの風土病だったのではないかと考えられ、コロンブス一行が現地の女性との性交渉によりヨーロッパにもち帰ったとされる。アジアへはガマ一行が1498年頃インドにもたらし、日本には永正9年（1512年）に中国より倭寇を通じて伝わった。

## アメリカ大陸の植民地化

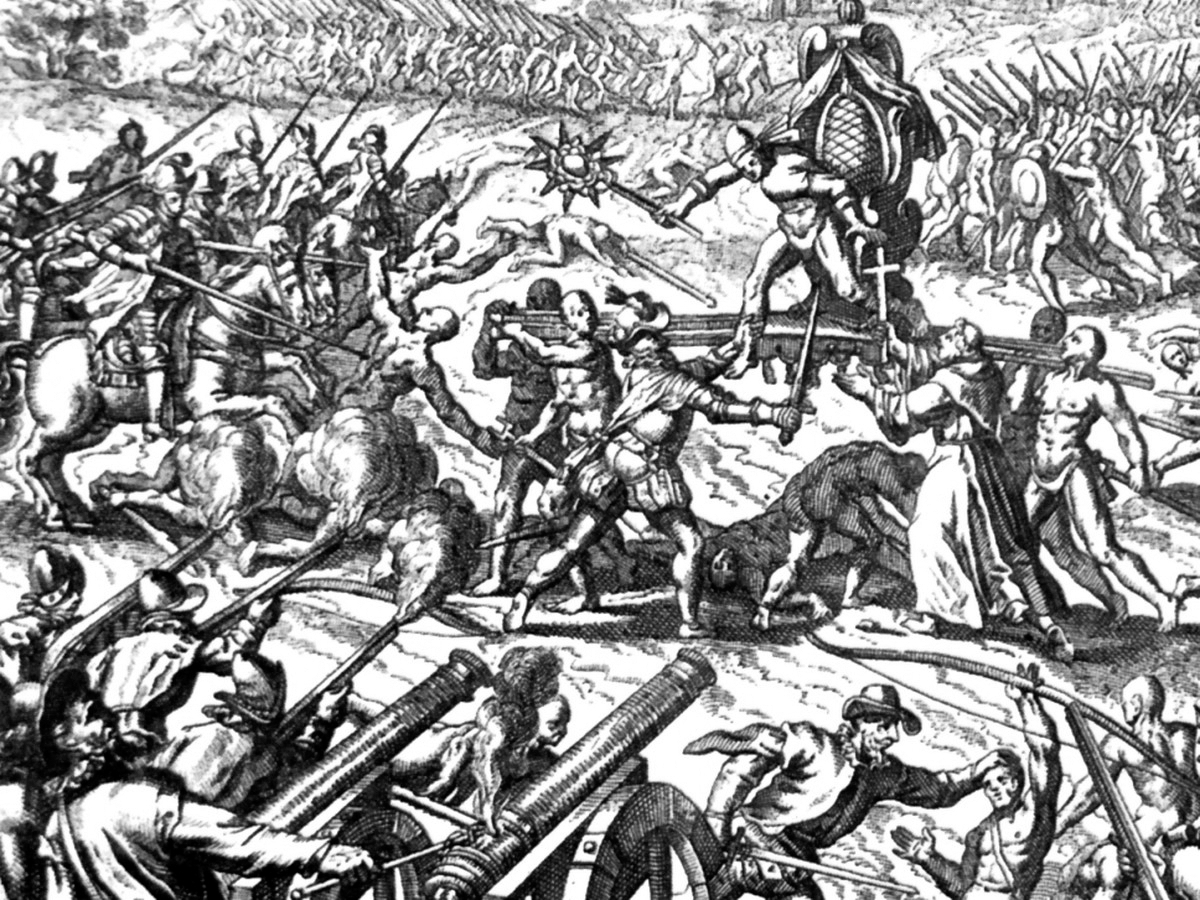
1533年、インカ帝国の滅亡

### 植民地化の時代のはじまり
アメリカ大陸は香辛料を産出しなかったが、スペイン、ポルトガルなどヨーロッパ各地から多くの植民者がわたって植民地化の時代をむかえた。スペイン王室は、植民者に先住民支配の信託を与えた。征服者や入植者に対し、その功績や身分に応じて一定数のインディオを割り当て、一定期間使役する権利を与えるとともに、彼らを保護してカトリックに改宗させることを義務づけた。これがエンコミエンダ制である。
まもなくインディオを使役して鉱山で金や銀を掘り出し、カリブ海域ではサトウキビの栽培が始まった。どちらも現地の人びとのためではなく、ヨーロッパ大陸における需要のための生産だった。インディオは過酷な労働条件や伝染病のために激減し、深刻な労働力不足に陥った。また修道会の熱心な布教により、カトリックの教えが広まったが、これは魂の征服と呼ばれる場合がある。
少し遅れてオランダ、フランス、イングランドも南北アメリカに進出し、カリブ海周辺ではスペイン・ポルトガルの貿易独占をおびやかした。また北アメリカ大陸では狩猟・漁業・農業を営む植民地を広げていった。

### 大西洋経済と価格革命
このように、世界の一体化は16世紀の大航海時代に端を発し、その過程において従属状態におかれたアメリカから、インディアン、インディオの強制労働によって生産された銀や砂糖などの産品がヨーロッパに送られたことから始まった。ヨーロッパ人は労働力不足を補うための黒人奴隷をアフリカ西海岸に求めた（奴隷貿易のはじまり）。ここに西ヨーロッパ、西アフリカ、南北アメリカ大陸を結ぶ人とモノの貿易連鎖、いわゆる三角貿易が成立し、大西洋をはさむ4大陸のあいだに世界システム（大西洋経済）が形成されていった。
また、アメリカ大陸からの銀の流入は、ヨーロッパに急激な価格上昇（価格革命）をもたらし、資本家的な企業活動をおこなうにはきわめて有利な環境がつくりだされ、好況によって商工業の発展をもたらした。川北稔は、価格革命の要因を16世紀における人口急増に求めている。その一方で、固定した地代収入に依存し、何世代にもおよぶ長期契約で土地を貸し出す伝統を有していた諸侯・騎士などの封建領主層にはまったく不利な状況となって、領主のいっそうの没落をまねき、銀価の下落によって南ドイツの銀山を独占していた大富豪フッガー家も没落した。

## アジアの通商

太陽の沈まない国「スペイン」（赤色は1790年当時）

一方、アジアにおいては、16世紀は活発な通商がおこなわれ、東アジアからインド洋にかけてさかんに人びとが交流していた。特に琉球王国は、中国、日本、朝鮮、東南アジアを結ぶ中継貿易で繁栄の時代をむかえ、日本の堺や博多は自治都市として栄えた。そうしたなか、ヨーロッパからはるばるインド洋に達したポルトガル人は、東南アジアや東アジアの通商に参入し、戦国時代の日本や琉球にも渡来した。
ポルトガル人はインドのゴア、マレー半島のマラッカ、中国のマカオ、広州、日本の平戸などの港に商館をおいて通商し、またイエズス会などカトリックの修道会が中国や日本で布教をはじめた。少し遅れてスペイン人やオランダ人も通商に加わった。しかし、この時期のヨーロッパ人は、アジアにおける政治秩序や文化を侵すことはできなかった。すでにアジア人相互の通商がさかんで、それぞれの国では統治制度もきわめて高度に整備されていたからだった。
豊かなアジアの国々は、鉄砲をはじめ、西洋文化に強い関心をもった日本をのぞくと、ヨーロッパ産品を特に必要としなかった。なお、鉄砲は、1543年に種子島に漂着したポルトガル人が伝えたとされる。しかし、軍事史家の宇田川武久は、それが倭寇が用いたアジア製の模造品である可能性が高いことを指摘している。
明やオスマン帝国などのアジアの大国の軍隊では大砲を中心に火器もかなり普及していたが、火薬の原料として必要な硝石は日本と異なり家畜の飼育が盛んだったため、十分自給できていた。逆に、ヨーロッパの人びとは香辛料、陶磁器、絹織物、茶などアジアの物産をおおいに求めた。結果的に、これら産品を購入するための対価としては、メキシコやペルー、ボリビアなどで産出された銀が充当された。アメリカ大陸や日本の石見銀山・生野銀山からの銀が大量にアジアに流れることによって、16世紀後半のアジア経済はさらに活況を呈することとなった。
そして、明王朝では1565年に銀を用いた納税方法である一条鞭法が採用され、1570年代以降には全国に波及して税制が簡素化されていった。

## スペインの盛衰

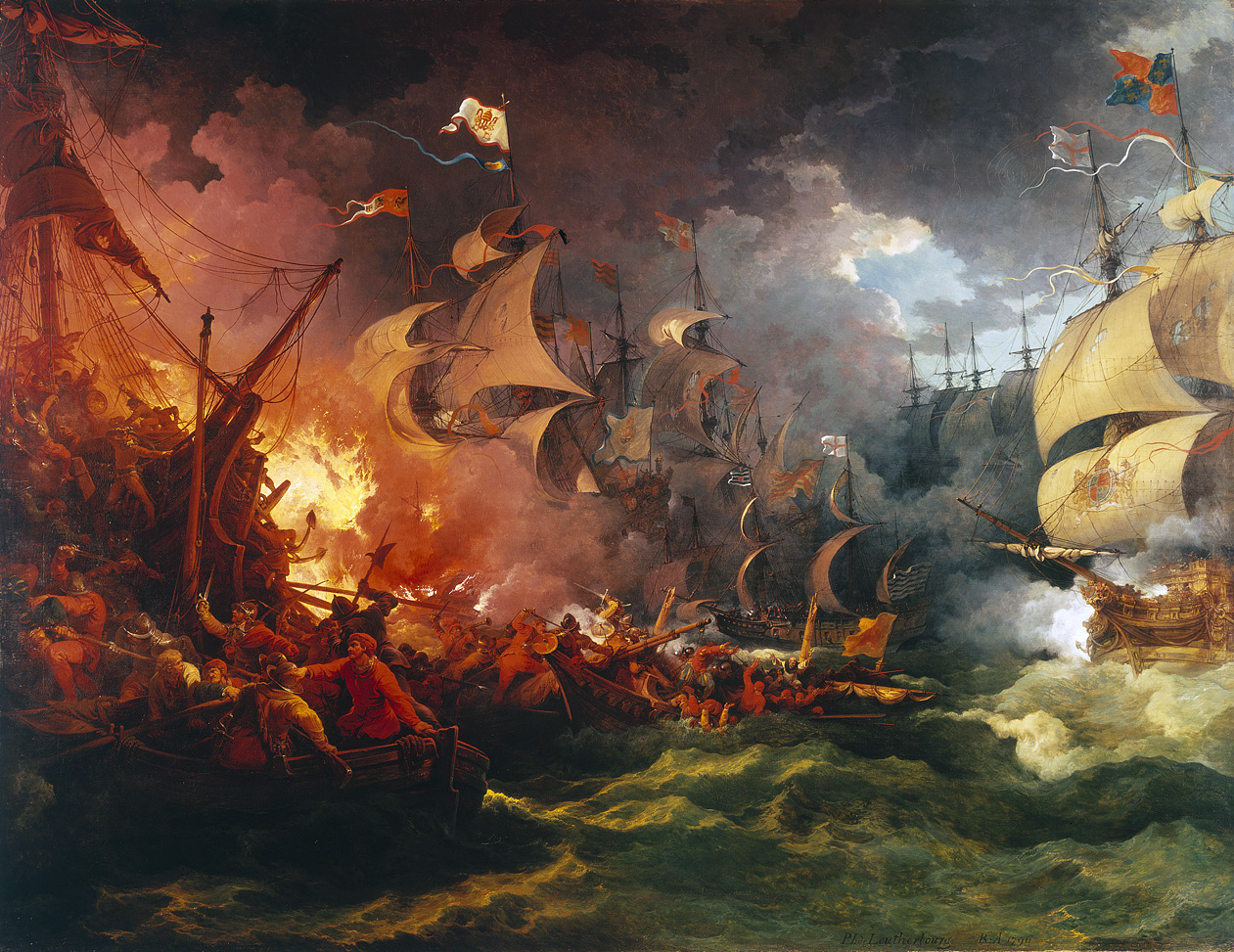
『無敵艦隊の敗北』（フィリップ・ジェイムズ・ド・ラウザーバーグ画）

1571年、スペインはローマ教皇・ヴェネツィア共和国と連合してレパント海戦でオスマン帝国海軍を破り、同年マニラを占領してアジアにも拠点を確立した。1580年、スペイン系ハプスブルク家はポルトガル王位を兼ねることとなり、ヨーロッパ大陸ではネーデルラントや南イタリアなどを属領とし、中南米やフィリピン、旧ポルトガル領（マカオ、マラッカ、ゴアおよびアフリカ大陸沿岸）の海外植民地を含めて「太陽の沈まない国」を実現した。
絶頂期にあったのはフェリペ2世の在位中だったが、これに対し、イングランドのエリザベス1世がスペインの覇権に挑んだ。エリザベスは、海賊たちがスペイン船を襲うのを公認、奨励した。1577年、南イングランド出身で熱心な新教徒でもあった海賊フランシス・ドレーク船長は、「新大陸」沿岸を航行するスペイン船を私掠船で次々に襲って銀を奪い、莫大な富を得て、そのまま太平洋を横断しイングランドに帰還して、史上2番目の世界周航者となった。なお、エリザベスはフェリペ2世の抗議にもかかわらず、ドレークを騎士に叙している。
カトリック系のスペインに対し、カルヴァン派が多いネーデルラント（低地地方）がスペインに対して反乱を起こしたところ（八十年戦争）、イングランドはネーデルラントを支持した。後世、オースティン・チェンバレン（（en）、ネヴィル・チェンバレンの異母兄）も「『低地』の独立こそイギリスの主要利害であり、その国境はわれわれの国境であり、その独立の喪失はわれわれの独立に対する致命的打撃となる」と述べている。
そのため、イングランド-スペイン間の関係は悪化した。1588年アルマダの海戦によりイングランドがスペインの無敵艦隊を壊滅したことを契機に、スペインの勢力は下り坂に入り、商業の発展が著しい北部ネーデルラント（オランダ）とイングランドが覇権争いを繰り広げることとなった。

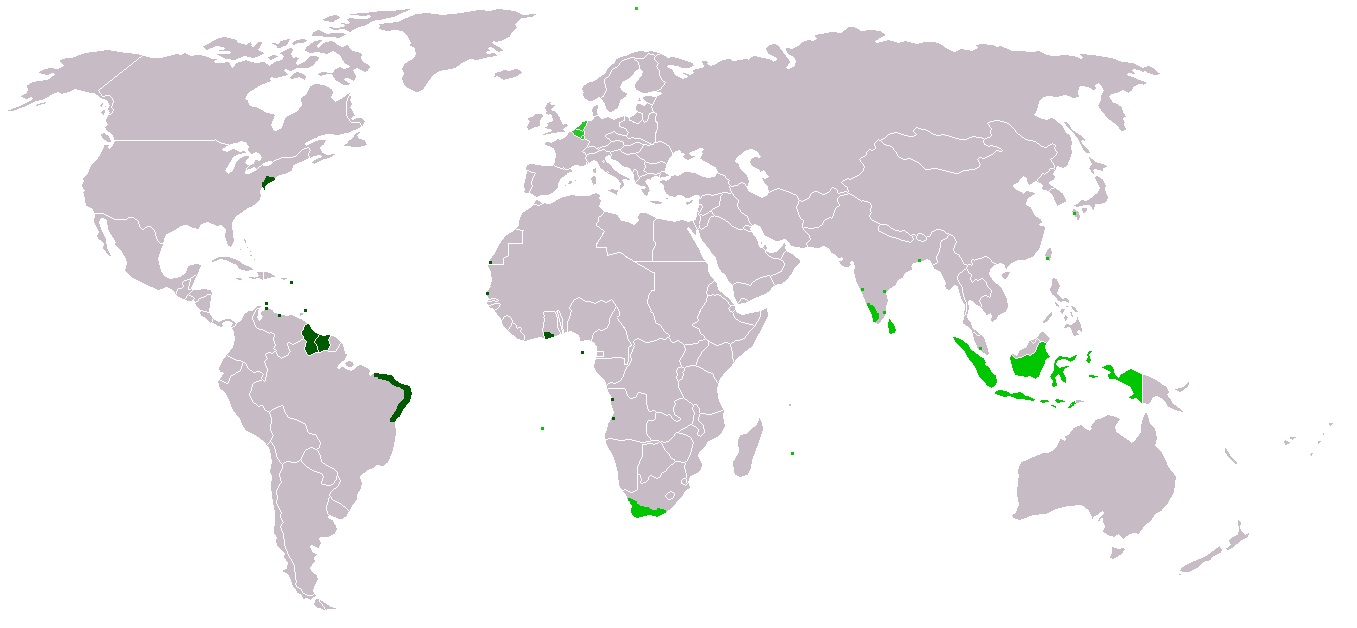
オランダ海上帝国

## 大西洋貿易の影響と東ヨーロッパ
大西洋経済圏の形成は、ヨーロッパ内部の経済構造にも大きな影響を与えた。中世以来の地中海、バルト海を舞台とする商業活動に大西洋貿易が加わり、やがて貿易量や扱う産品の重要性において前者を圧倒、イタリアや南ドイツの諸都市にかわってリスボンなど大西洋に面した都市が繁栄することとなった。大西洋貿易の中心となった西ヨーロッパでは、生産の促進と雇用の増大がみられ、毛織物生産や火器、雑貨、造船を始めとする工業やコムギを主とする農業が共に活性化し、その後の資本主義の展開の土台が形作られた。
その一方で、エルベ川以東の東ヨーロッパ、とくにバルト海沿岸地域では、拡大する西欧経済からの穀物や木材の需要に支えられ、領主が農奴を使役して西欧向けに穀物を作らせる農場領主制（グーツヘルシャフト）が発展した。これは農奴制の創設および強化を意味しており、その結果、ムギと木材は西欧に輸出され、対価として領主たちは西欧の工業製品を購入した。東欧経済は西欧に対し従属的な位置におかれることとなるが、農場経営者である領主貴族には富がもたらされた。

## 毛織物生産の隆盛とオランダの勃興

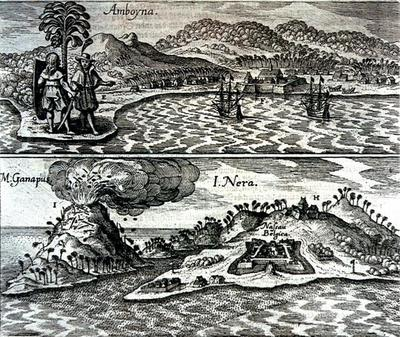
アンボイナ事件（アンボイナ島における英蘭の領土を描いた銅版画（1655年））

西ヨーロッパで生産された毛織物はアメリカ大陸の植民地にも送られた。アメリカ大陸の銀は、スペインによって拓かれたアカプルコ=マニラ航路などの太平洋航路によってアジアに送られて香辛料などと交易され、その結果、毛織物工業は西ヨーロッパにおける基幹産業となっていった。15世紀末から17世紀前半にかけてのイングランドでは、牧羊地の確保のために第一次囲い込みがおこなわれ、多くの農民が土地を失った。トマス・モアはこのことを、主著『ユートピア』で「羊が人を食う」と批判した。
「太陽の沈まない国」スペインのハプスブルク帝国において、その経済の中心は毛織物生産のさかんなネーデルラントだった。イングランドやフランスにおけるカトリック勢力に対するスペインの支援は混乱をまねき、属領ネーデルラントの商人や貴族のあいだにはプロテスタント（カルヴァン派）の信仰が浸透した。スペイン本国の産業は基盤が脆弱であり、アメリカで獲得した富はネーデルラントに流出していった。
対抗改革（反宗教改革）の中心だったスペインは、フェリペ2世の時代にカルヴァン派の商工業者の多いネーデルラントにカトリックを強制したため、それに反発した人びとの間に八十年戦争がおこって、しだいにスペインの支配から離反していった。ネーデルラントのカルヴァン派はゴイセン（「乞食」という意味）と呼ばれた。スペインはアルマダの戦いでイギリスにやぶれ、フランスとの間のフランス・スペイン戦争（西仏戦争）にも敗退して、17世紀には衰退に向かっていった。
北部ネーデルラント7州は、スペインとの戦争中の1581年に連邦共和国として独立を宣言し、17世紀はじめに事実上の独立をはたした（オランダ）。共和政オランダはヨーロッパの経済活動の中心となり、1602年、アジア貿易に従事する諸会社を統合し、世界最初の株式会社であるオランダ東インド会社を、バタヴィアに政庁を置く総督の下でオランダ領東インドに設立し、同社を先頭にさかんに海外に進出した。
相前後して1600年にはイングランドがイギリス東インド会社を設立した。これはエリザベス女王より貿易独占権を付与された会社だったが、ここでは、17世紀半ばまでは一航海ごとに出資者に利益を分配するしくみをとった。
イングランドとオランダの両国は豊臣政権から権力を奪取した徳川家康に接近し、日本におけるスペイン、ポルトガルの権益を奪い取っていった。とりわけ、オランダは1623年、モルッカ諸島のアンボイナ島でイギリス商館の日本人傭兵がオランダ商館のようすを探っていたとしてアンボイナ事件を起こし、イギリス勢力の駆逐に成功すると、キリシタン勢力の糾合による倒幕を恐れる徳川幕府に巧みに接近し、島原の乱に前後してスペイン、ポルトガルの勢力を日本から追い出すことに成功して、長崎の出島において対日貿易の独占を果たした。
オランダは、アジアへの重要中継点をポルトガルからうばい、ジャワ、スマトラ、モルッカを植民地とし、香料貿易をさかんに行って、1619年、その拠点をジャワのバタヴィアに置いた。さらに、台湾南部のゼーランディア城（1624年）、北米のニューアムステルダム（1626年、オランダ西インド会社の設立は1621年）、南アフリカのケープ植民地（1652年）、南アジアではセイロン島のコロンボ（1656年）などを拠点に海外に勢力を拡大した。タスマンによる南太平洋探検（1642年-1644年）もおこなわれた。
オランダの繁栄は主として、中国やインド、ヴェトナムの生糸を日本に運んで銀・銅を入手し、それを元手に香辛料・砂糖・茶・陶磁器などのアジア産品を獲得して、アジア各地、イスラーム世界、ヨーロッパに転売したことによる。このオランダの隆盛を「覇権」と呼ぶことができるかどうかについて意見が分かれている（世界システム論#ヘゲモニー（覇権）参照）。山下範久も、ポルトガルやイギリスがヨーロッパ・アジア間の交易にこだわったのに対し、オランダの場合はアジア域内の貿易量が欧亜間のそれよりもはるかに多いことを示し、近世のヨーロッパおよびアジア帝国の完結性に穴をうがった域際的性格の強いものだったことを指摘している。また1630年にはペルナンブーコ州などブラジル北東部沿岸4州なども奪い、アジアから持込んだサトウキビのプランテーションを経営した。その繁栄は必ずしも長続きしなかったが、オランダが香辛料以外のアジア産品の重要性に気づいたことや、アメリカ大陸および西インド諸島でサトウキビの大農場経営を展開したことはヨーロッパ諸国を刺激し、各地の経済を大きく変えていく契機となった。
こうしてオランダは17世紀前半には商業・金融・海運などの分野で覇権をにぎり、バタヴィアを拠点とするアジア内貿易、ケープとセイロンに拠点を有したインド洋での中継貿易、大西洋三角貿易、バルト海貿易のいずれにおいても圧倒的な競争力をもち、自由貿易を推進していった。首都アムステルダムは、リスボンにかわって西ヨーロッパ最大の商業・金融都市として繁栄した。1630年当時、オランダが保有した商船の数は全ヨーロッパの商船の約半数に達した。なお、1634年から37年にかけては、アムステルダムでトルコ産チューリップの球根栽培の権利取引が過熱化し、球根1つに邸宅2戸分に相当する値がついたという。このことを、チューリップ・バブルと呼んでいる。
オランダの勃興は、芸術面でも新しい動きを生んだ。ルーベンスやヴァン・ダイクなどフランドル派と呼ばれたバロック作家が宗教画や肖像画を多く描いたのに対し、オランダ画派に属するレンブラントは市民生活や風物を多く描いた。フェルメールやピーテル・デ・ホーホもまた、オランダ黄金時代の風俗画家として知られる。

## 17世紀危機と主権国家体制の成立

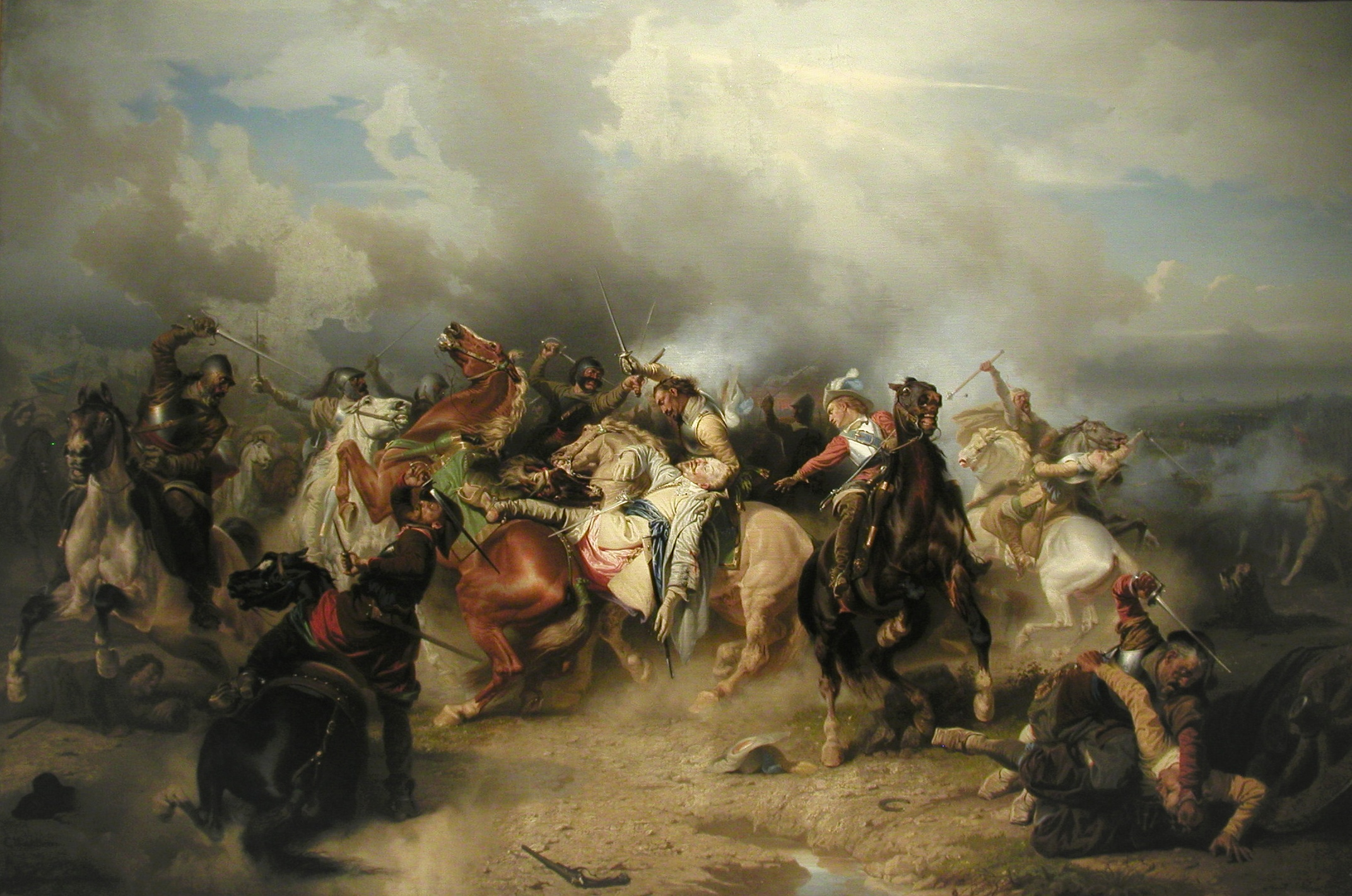
1632年、リュッツェンの戦い（三十年戦争）

ヨーロッパ全体でみると、17世紀のヨーロッパは、16世紀の好況から転じて全般的に不況におちいった。これは「17世紀の危機」と称されている。気候が寒冷化して農作物の不作が続き、疫病が流行して人口も減少した。1517年にマルティン・ルターが『95ヶ条の論題』を発表して以降は、カトリック、プロテスタント間の宗教対立が各地で激化し、魔女狩りも横行した。このような状況のもと、ヨーロッパ各国の王は新税を課し、中央集権を強化しようとしたので、貴族などが反発し、農民一揆もかさなって混乱がつづいた。スペインの財政破綻もその一例であるが、17世紀における最大の混乱は三十年戦争だった。
三十年戦争は、神聖ローマ帝国における宗教対立と複雑な地域の事情が複合してはじまった。ほとんどヨーロッパ中の国々が介入したこの戦いによってドイツの人びとの生活はふみにじられ、その社会は荒廃した。1648年のウェストファリア条約により、神聖ローマ帝国内の各領主は主権を認められ、カルヴァン派は公認されて、オランダとスイスの独立も正式に承認された。結果としてみればハプスブルク家の完敗であり、同家はこののち、その軸足をオーストリアに移すこととなる。
16世紀以降、ヨーロッパでは、イタリア戦争、ユグノー戦争、フロンドの乱、三十年戦争など各地で戦争や内乱がつづいたが、その間に、列国は領土を広げ、財政と軍備を整えただけでなく、海外にも進出して覇権をきそい、植民地を広げた。
こうした弱肉強食の戦争と競争をくり返した16世紀から17世紀にかけてのヨーロッパでは、新しい国際秩序ができあがっていった。オランダのフーゴー・グロティウスは国際法の確立を提唱し、それぞれ主権を主張する国々は、宗教や文化の違いをこえて対等に外交交渉をくり返し、戦争のルールを定め、勢力均衡をはかることとした。この主権国家体制はウェストファリア条約に結実し、その後、現代にいたるまで国際秩序の基本となっている。

## 東アジア・スラヴ世界における国際秩序の再編
17世紀前半はまた、ユーラシアの東と北では国際秩序の再編がなされた時期でもあった。
中国大陸では、1616年にヌルハチによって統一された女真族が満州の地に後金王朝（後の清朝）を建国、つづくホンタイジが内モンゴルを併合して、順治帝の1644年には李自成を追って呉三桂を先導に北京に入城し、明にかわって中国支配を開始した。続く康煕帝は中国史上最高の名君の一人と称えられる。彼は文化の振興を図り、三藩の乱を鎮め、鄭氏政権を滅ぼし台湾を支配し、漢民族を支配下においた。また康熙帝は1697年にジュンガルのガルダン・ハーンを滅ぼし、モンゴル高原を支配下に治め、さらにロシアとの間に対等条約であるネルチンスク条約（1689年）を結ぶなどの対外活動も充実させて、安定した治世を実現した。ロシアとの交渉はイエズス会宣教師が行い、交渉用語にはラテン語が用いられた。清朝は、公式条文中の「両国は—」ではじまる文言をことごとく「中国は—」とする一方的な命令口調に改竄し、対内的には朝貢関係としてこれを理解させた。朝鮮王国は、1636年に清に攻撃されてその服属国となり、その後厳しい海禁政策を採用した。琉球王国も1609年に薩摩藩に服属したが、中国との朝貢貿易はつづいた。
日本では関ヶ原の戦いで勝利した徳川家康が1603年に江戸幕府をひらき、将軍と配下の大名による幕藩体制のもとで長い統一時代に入った。幕府は、海外からの物資の安定供給を目指して、対馬藩を通じた朝鮮国との和平や、薩摩藩への琉球王国への影響力の行使の承認、松前藩へのアイヌとの貿易の独占権の承認など、東アジア地域との外交を進めたほか、ポルトガルとスペイン、オランダ、イギリスのヨーロッパ諸国との貿易や、日本人による朱印船貿易を推進した。
朱印船貿易を通じて、多くの日本人が東南アジアに進出して各地に「日本町」を建設した。しかし、朱印船貿易の結果として浪人が働き口を求めて東南アジアに移住し、ヨーロッパ諸国や東南アジア諸国の傭兵として利用されるようになり、戦火が朱印船貿易に及ぶことで幕府の権威が侵される危険性が高まった。また、朱印船貿易や南蛮貿易の進展によって、日本国内におけるキリシタンの人口が増え、幕藩体制を乱す邪教とみなされた。
その結果、幕府の権威を守り、カトリックの禁教を徹底する観点から1610年代以降、幕府は貿易や出入国の管理・統制を強化していき、1610年代にはヨーロッパ諸国の船の来航が長崎と平戸に限定され、1620年代にはスペイン船の来航とフィリピンへの日本人への渡航が禁じられた。1630年代半ばには、中国人やヨーロッパ諸国、東南アジアとの貿易を管理していた長崎奉行への命令(いわゆる鎖国令)により、日本人の東南アジアや台湾方面への渡航と、日本町在住の日本人の帰国が禁じられ、また、中国人を長崎に集住させ、ポルトガル人を長崎の出島に収容させた。島原の乱の翌年の1639年には、幕府はポルトガル人の来航を禁じ、1641年にはオランダ人が出島に収容された。
その結果として、幕藩体制の下では、長崎と対馬、薩摩、松前の四つの拠点が、貿易や外交、国防の拠点となった。また、幕府は明から清への交代を背景に、日本を「中華」として位置づけ、朝鮮通信使や琉球からの謝恩使・慶賀使、オランダ商館長の江戸への参府などを、幕府への朝貢使節のようなものと見なし、幕府の権力・権威の正当化に利用した。貿易・外交・出入国などにおいて、幕府がとった国際関係に関する政策は、18世紀末以降、ロシアやアメリカ合衆国などの通商要求を拒否する観点から、「鎖国」と認識されるようになった。
幕府は17世紀後半には文治政治に転じ、5代将軍徳川綱吉の時代には都市・農村ともに著しい経済成長を遂げる。新田開発が盛んとなり、国内航路も整備されて大坂を中心とする国内市場が形成され、上方を中心に元禄文化と呼ばれる町人文化が花開いた。
ロシアでは、内乱や農民反乱、ポーランド王国の侵入などの動乱をへて、ミハイル・ロマノフが1613年にロマノフ王朝を建て、正教を奉じる北方の専制国家として領主制支配を強めて、シベリアに領土を広げていった。当初は西欧と深いかかわりを持たなかったロシアだったが、17世紀末ころにピョートル1世があらわれると、西欧化政策を推進する一方、康煕帝治下の清朝との間に上述のネルチンスク条約を結んで国境を画定した。

## 17世紀のイスラーム世界
イスラーム世界においては、17世紀は、ムガル朝インドのアーグラの「タージ・マハル」、サファヴィー朝イランのエスファハーンの「イマームのモスク」など、イスラーム建築の最高傑作がつくられた時代だった。
ムガル朝では、16世紀後半から17世紀初頭にかけてあらわれたアクバル大帝が、ヒンドゥー教徒の有力者を政権の重要な地位につけ、人頭税（ジズヤ）を廃止するなど融和政策をとって統治は安定したが、17世紀後半にアウラングゼーブが即位すると、このような妥協をやめ、イスラーム法の規定を重視したきびしい統治に転じたため、各地で反乱が相つぎ、かえって政権の基盤を弱める結果となった。
16世紀初頭にイラン高原の神秘主義集団のリーダーだったイスマーイール1世によって建てられたサファヴィー朝はシーア派を国教とし、ペルシアの伝統的な王の称号「シャー」を用いた。このように、サファヴィー朝は、イスラーム政権であると同時に国民国家の要素ももっており、アッバース1世のときに最盛期をむかえた。かれは、オスマン帝国からアゼルバイジャンを奪回し、1622年にはイングランドと結んでポルトガルと戦い、ホルムズからポルトガル勢力を追放し、また、帝国を脅かしていたウズベク族を討伐した。イングランド、オランダ、フランスとは同盟を結んで友好関係を築いた。首都エスファハーンは「世界の半分」と呼ばれるほどの繁栄をみたが、かれの死後、間もなくオスマン帝国の逆襲が開始され、10年も経ずにイラクは奪還された。

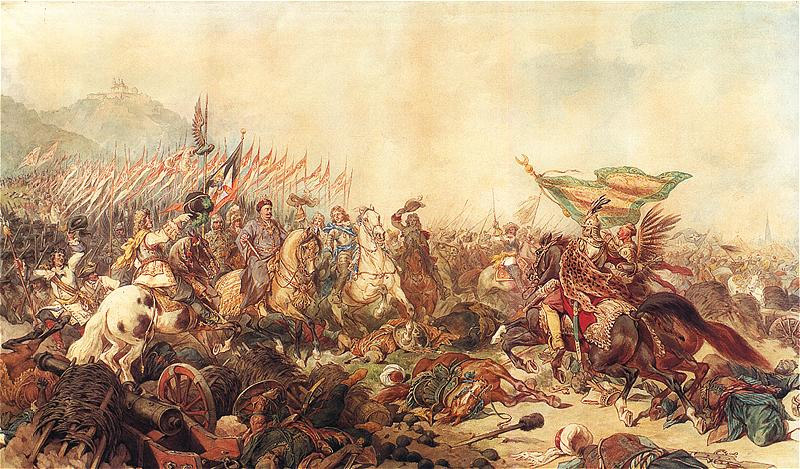
第二次ウィーン包囲、「ウィーンのソビエスキ」（ユリウシュ・コサック画）

16世紀から17世紀前半のヨーロッパは最盛期のオスマン帝国に包囲され、常にその脅威にさらされていた。レパント海戦後もそれは変わらなかった。1612年、オスマン帝国はオランダにカピチュレーションを認めている。17世紀の半ばをすぎると、オスマン帝国はロシアやヨーロッパ諸国に対して武器や戦術の面で遅れをとり、軍事的に劣勢となった。17世紀末の第二次ウィーン包囲に失敗して以後、支配地は徐々に縮小し、財政状況が悪化した中央政府の威光と権限は、地方にとどきにくくなった。欧州諸国との16年にわたる大トルコ戦争の後1699年に結ばれたカルロヴィッツ条約では、オスマン帝国の領土が初めてヨーロッパの国に割譲されることとなった。

## オランダの低落と英仏抗争の始まり
17世紀前半には世界経済の覇権を握ったオランダだったが、フランスとイングランドが輸出入の調整にもとづく貿易収支の黒字化と国内産業の保護育成を核とする重商主義政策を採用し、貿易競争に本格的に参入していくと、両国が展開する強力な管理経済に対抗できずに脱落した。

### 英蘭戦争
イングランドではエリザベス1世に後継者がいなかったことから、スコットランドよりスチュアート家のジェームズ6世をイングランド王ジェームズ1世として招いた。しかし、王権神授説の信奉者である王と議会とはしばしば対立し、1621年には「議会の大抗議」が起こっている。なお、1623年のアンボイナ事件によってマラッカ以東のアジアのイングランド勢力はオランダ勢力によって駆逐され、同年、平戸商館を閉鎖して日本との交易からも撤退している。こののち、イングランドはインドへの進出に専念するようになる。
次のチャールズ1世の代になっても権利の請願（1628年）、スコットランド反乱（1639年）、議会の大諫奏（1641年）など政治の混迷は続き、王と議会の対立はついに内戦へと発展（ピューリタン革命）、1649年には国王チャールズ1世が処刑されてオリバー・クロムウェルによる共和政が始まった。クロムウェルは様々な特権や産業統制を廃止し、オランダの金融政策や財政政策を学んで商工業の発展に努力し、1651年には仲介貿易におけるオランダの優位性の打倒を企図して航海条例を発布、第1次英蘭戦争（1652年-1653年）を引き起こしてオランダの海上権に打撃を与えた。
王政復古後、イングランド軍が北米オランダ植民地ニューアムステルダムを占領したことを発端として、チャールズ2世を戴くイングランドとヨハン・デ・ウィット率いるオランダとの間で第2次英蘭戦争（1665年-1667年）が起こった。戦争の結果、イングランドが勝利し、ニューアムステルダムはイングランド領となって、オランダは北米における拠点を失うこととなった。
これにより、オランダは大西洋の海上権を失い、転落傾向をみせるが、その理由や背景としては以下の諸点が考えられる。
1. オランダの主力商品だったアジアの香辛料の人気が落ちたこと
2. イギリスの主力商品だったインド産の綿布（キャラコ）が大流行しはじめたこと。香辛料は消費・需要が限られていた。綿製品は潜在的需要がはるかに高かったのみならず、粗布を輸入して加工・再輸出するという産業を興す基盤にもなった。もっとも、イギリス東インド会社は初めから長期的展望をあてこんでキャラコを選んだわけではなく、香辛料の買い付けから締め出され、船倉を満たすためにやむを得ず持ち帰ったキャラコが当たった[4]。
3. 3次にわたる英蘭戦争とフランスによるネーデルラント継承戦争（南ネーデルラント継承戦争とオランダ戦争）で国力を消耗したこと
4. 依然として豊かなオランダ資金がイングランドの産業に投資されるようになったこと
5. 1640年にポルトガルがスペインとの同君連合を解消し、オランダ政府と休戦条約を結んだため、オランダ勢力がポルトガル植民地に食い込むことが不可能になったこと（詳細はオランダ西インド会社参照）

第3次英蘭戦争（1672年-1674年）はフランスの始めたオランダ侵略戦争（1672年-1678年）にイングランドが協力するかたちで始まった。1673年、イングランドとフランスは大艦隊を組織してオランダを襲ったが、オランダの名提督ミヒール・デ・ロイテルに撃退された。この後オランダ総督ウィレム3世（後のイングランド王ウィリアム3世）はオーストリア・スペインと同盟を結んでフランスを包囲、フランス軍を撤退させた。戦局ふるわず、財政危機に陥ったフランスは、1675年、多額の戦争資金を募り、スウェーデンの参戦を促した。しかしスウェーデンのドイツ侵攻はドイツ諸侯の反感を買い、その最前線にあったブランデンブルク選帝侯はオランダと同盟を結んで対抗した。ブランデンブルク＝プロイセンの興隆は、後の英仏関係にも大きく影響をおよぼすこととなった。
さらに、イングランド議会では、オランダがフランスの手に落ちればイングランドはフランス重商主義によって経済的に屈服させられるという声が高まり、チャールズ2世に親仏路線の撤回を求めた。このため、1677年にチャールズ2世は弟ヨーク公（後のジェームズ2世）の娘メアリ（後のメアリー2世）をウィレムに嫁がせて同盟を結んだ。

### イングランドの北米・インドへの進出

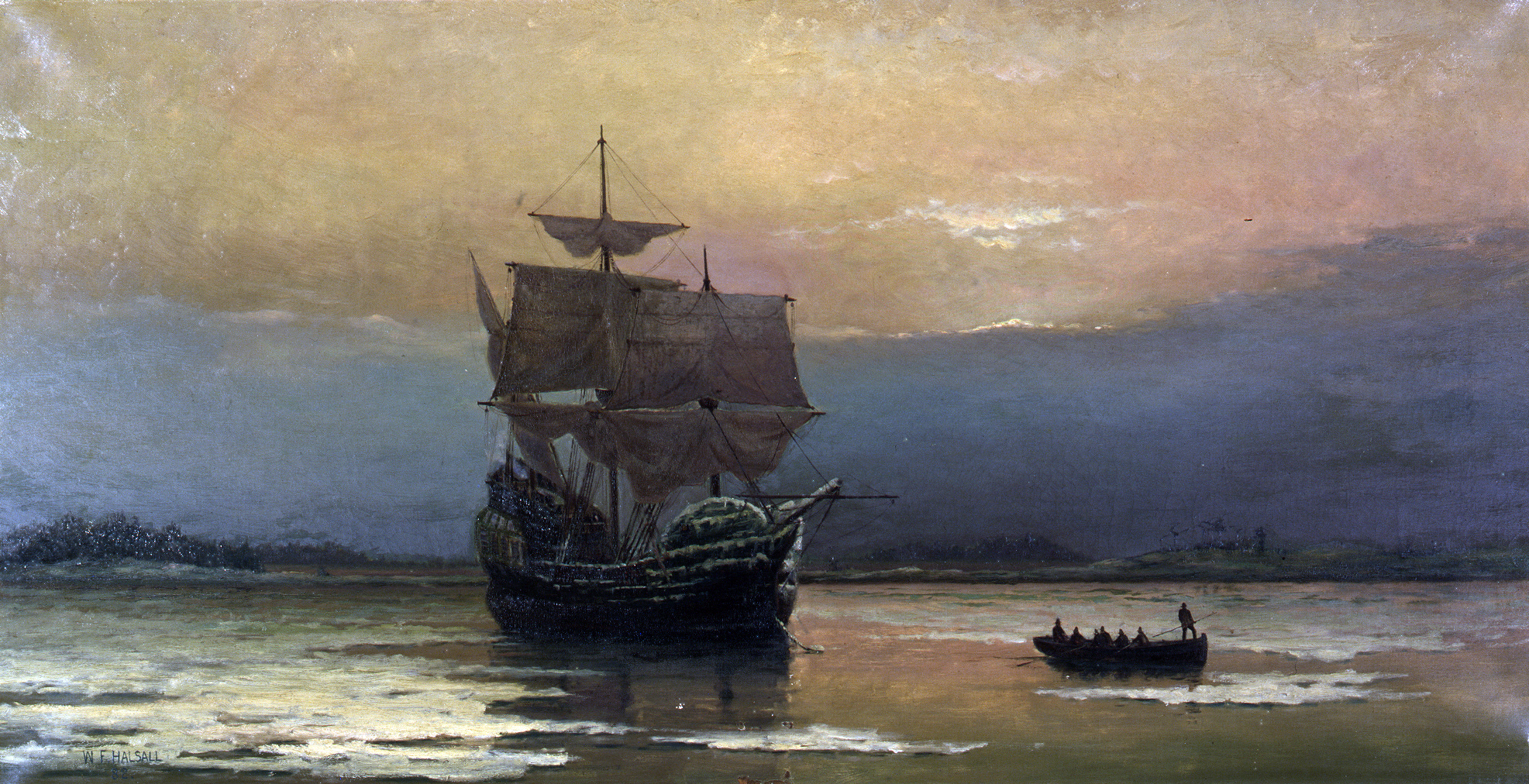
プリマス港のメイフラワー号

オランダ勢力によって東南アジア・東アジアから締めだされたイングランドは、17世紀、マドラス（チェンナイ、1639年）、ボンベイ（ムンバイ、1661年）、カルカッタ（コルカタ、1690年）と盛んにインドへ進出した。インドにおける主力商品は綿布と茶だった。ルネサンス時代にヨーロッパにもたらされたインド綿布は爆発的な人気をよび、17世紀中葉以降のイギリス東インド会社はこの貿易によって莫大な利潤を得た。カリカット港から輸出された綿布は特に良質で、この積出港の名がなまってキャラコとよばれた。茶は、のちに豊かになったイングランド人の国民的な飲料となっていった。
アメリカ大陸へは、1607年にヴァージニア会社によってヴァージニア植民地が設立されたのが、記録上最も古い成功例である。入植した約100人の男たちは、インディアンの攻撃から身を守るために高い柵で囲んだ三角形の町ジェームズタウンを建設した。しかし、最大の敵はむしろ病気と饑餓だった。このとき探検家ジョン・スミスがポウハタン・インディアンの娘ポカホンタスに助けられた武勇伝は有名であるが、当該者のポウハタン族は「全くのデタラメである」と完全否定している。ヴァージニア植民地議会が開設されたのが1619年であり、同年、タバコ栽培のために必要だとして、黒人奴隷の輸入を決めている。ヴァージニアは1624年には王領植民地となった。地域名は処女王エリザベスに、ジェームズタウンの名はジェームズ1世にちなむ。
ニューイングランドは、1616年にイングランドで入植者の募集がおこなわれたのが地域名の由来である。ジェームズ1世治下の1620年、ピルグリムファーザーズと呼ばれたイングランドのピューリタン（清教徒）が信仰の自由を求めてメイフラワー号に乗ってアメリカに渡り、プリマスの港に到着した。その後、1629年マサチューセッツ湾植民地、ニューハンプシャー植民地、1636年ロードアイランド植民地など各地に自治植民地がつくられた。1637年には北のヌーベルフランス、南のニューネーデルラントに対抗するため「ニューイングランド連合」が結成されている。
入植者たちは、インディアンに対しては、キリスト教の布教やヨーロッパで作られた製品、特に銃など金属製品の譲渡で大きな影響を与えた。銃は狩猟用で与えたつもりだったが、その数が増えれば特定の種族の力が上がり、他部族を追い払うか絶滅させるところまで成長した。イロコイ連邦がその例であるが、イギリスやフランスがその力を利用して植民地の主導権争いを続けたことも事実であり、それは現在も続く長い「インディアン戦争」の始まりでもあった。
植民地への入植初期に、特に海岸地方では見境もなく木を切り倒して暖房や家屋の建築に利用した。また、良い材木はヨーロッパ向けに輸出した。このために瞬く間に樹木を消失させ荒涼とした風景を現出させた地域があった。世界的に見ても森林破壊の初期の例である。これは後にペンシルベニアで製鉄業が起こってきたときに、工業燃料として森林を伐採することで繰り返されたが、石炭の利用の開始により何とかそれ以上の進展を食い止められた。
なお、1664年の第2次英蘭戦争の結果英領となったニューネーデルラントでは、中心都市ニューアムステルダムの名がニューヨークと改められた。これは、国王チャールズ2世が弟のヨーク公（のちのジェームズ2世）に与えた土地であることに由来している。

### 英仏抗争の始まり
30年余におよぶユグノー戦争（1562年-1598年）はフランス国内を荒廃させたが、16世紀末にアンリ4世が即位してブルボン朝がはじまり、ナントの勅令を発布して国内の宗教対立に終止符を打った。1608年にはケベック市が建設されてカナダ植民の拠点となった。次のルイ13世は三十年戦争に介入、フランスはカトリック国でありながら新教側に立って参戦した。この戦争によって、ブルボン家にとっては宿敵だったオーストリア・スペイン両ハプスブルク家に対して優位性を獲得した。なお、1642年にはカナダにモントリオール市が建設されている。
フランス最後の貴族の反乱となったフロンドの乱（1648年-1653年）が平定されたのちの1661年には太陽王ルイ14世（位1643年-1715年）の親政が始まり、同年ヴェルサイユ宮殿の造営が開始され、貴族をここに居住させている。フランスの絶対王政は、貴族を王の経済的保護の下に置くことで政治的権力を奪い、中央集権体制の実現を図っていった。そして、豪奢な宮廷生活、官僚制の整備、ヨーロッパ最大の常備軍の維持のため、ジャン＝バティスト・コルベールらによる重商主義政策が採用された。
「朕は国家なり」の言葉で知られるルイ14世は「領土の拡大は最も気持ちの良い仕事である」と豪語し、自然国境説にもとづいてたび重なる侵略戦争を行った。ヨーロッパにおける南ネーデルラント継承戦争（1667年-1668年）、オランダ戦争（オランダ侵略戦争、1672年-1678年）そしてファルツ継承戦争（1688年-1697年）である。
一方東洋進出においても、1604年に設立されたがすぐに衰退したフランス東インド会社をコルベールが1664年に再組織して本格化し、インドではシャンデルナゴル（1673年）やポンディシェリ（1674年）を根拠地としてイギリスに対抗しようとした。また、アメリカでは、1659年に西インド諸島のサン＝ドマング（ハイチ）に進出し、サトウキビのプランテーション経営を行った。1682年にはミシシッピ川流域一帯のフランス領ルイジアナへの植民が始まった。「ルイジアナ」の地名は、太陽王の名にちなんでフランス人ラ・サールによって命名されたものである。フランスは、カナダとルイジアナではおもに毛皮貿易に従事し、カトリック布教も行った。フランス東インド会社は1742年以降はデュプレクス総督の下でインドの支配権をめぐりイギリスと争った。
イングランドでは、王政復古後もチャールズ2世がカトリック官僚を採用するなどカトリックの復活を企図し、極端な反動政治を行ったため、議会は審査律（1673年）や人身保護律（1679年）を発してそれを牽制した。さらに次のジェームズ2世も同様の専制政治を行ったため、ついに議会は1688年王を廃位し、プロテスタント信者で王家の血筋にあたるオランダ総督ウィレム（ウィリアム3世）とメアリ（メアリ2世）の夫婦をむかえて「権利の宣言」を認めさせた。この政変は、流血の惨事なくおこなわれたことから名誉革命と呼ばれている。ウィリアムとメアリは翌年、権利の宣言を「権利章典」として発布し、イングランドはこれを機に立憲君主国へと変貌を遂げた。イングランドで発達した議会制度と法治主義は、後世、諸国の模範とするところとなった。
1688年、ルイ14世がドイツのファルツ選帝侯の領土に対し、王弟オルレアン公の妃の継承権を主張して戦争をおこした（ファルツ継承戦争）のに対しイングランド、スペイン、オランダ、ドイツの皇帝・諸侯はアウクスブルク同盟を結んでフランスのファルツ継承を阻止した。北米では英王ウィリアム3世にちなんでウィリアム王戦争とも呼ばれるこの戦いは、「第2次百年戦争」と呼ばれる長い英仏抗争のさきがけとなった。

## 科学革命
科学革命とは歴史学者ハーバート・バターフィールドが1949年に提唱した時代名称で、ニコラウス・コペルニクス（ポーランド、16世紀）、ヨハネス・ケプラー（ドイツ）、ガリレオ・ガリレイ（イタリア）、アイザック・ニュートン（イングランド）らによる科学上の発見と、科学哲学上の変化のことである。これは主として17世紀に生じた大変革だった。この時期に起きた科学認識の変化はまず、宇宙観にあった。それ以前の天動説が否定され、地動説が唱えられた。地動説は、単に惑星位置の計算方法の変更にとどまらず、大きなパラダイムの変革だった。ニュートンは若くして微分積分学と光学、万有引力などの諸法則・定理を発見した。
誰にでも検証可能な方法によって自説の正しさを証明するという方法が採られはじめたのもまた、この時代からだった。それ以前は哲学的真理の追究が中心であり、科学的証明はあまり重要視されてこなかった。ガリレイは球を転がし、振り子を往復させ、誰でも同じ実験を再現できることを示すことによって自説を証明した。ケプラーはルドルフ星表を作り、天動説よりも地動説のほうが、より精密に惑星の運行を計算できることを明示した。これらの手法は哲学にも大きな影響を与えた。
フランシス・ベーコン、ジョン・ロックなどのイギリス経験論、ルネ・デカルト、ブレーズ・パスカルなどの大陸合理論があらわれ、近代哲学がはじまったのも17世紀だった。
ピューリタン革命を避けてフランスに亡命したトマス・ホッブズは、『リヴァイアサン』を著して絶対王政を擁護したが、社会も国家も人民の契約により成立するとした社会契約説を説いた点に新しさがあった。経験論哲学のロックも社会契約を説き、『市民政府二論』では自然権の中心を財産権におき、革命権を唱えて名誉革命を支持した。また、その思想はアメリカ独立戦争にも影響を与えた。

## 世界商品の変化とプランテーションの広がり

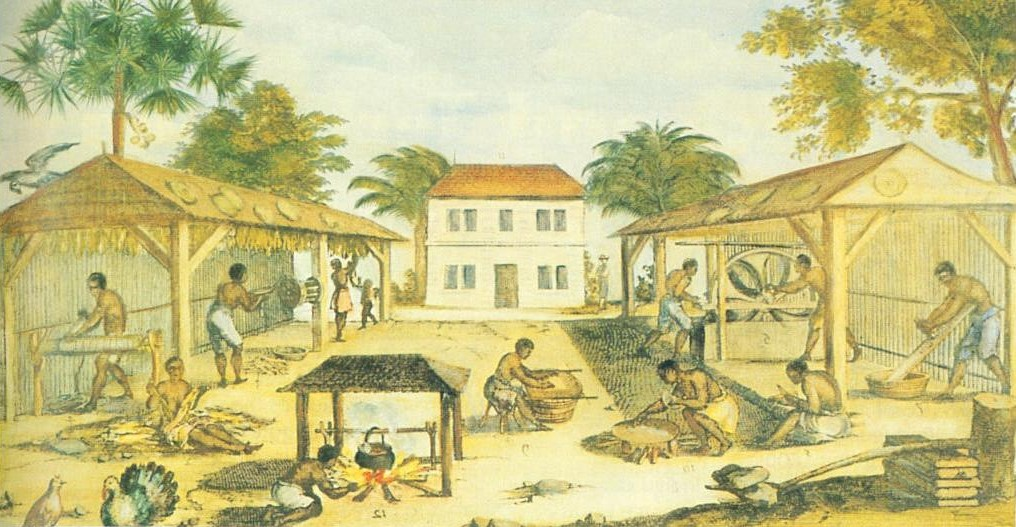
タバコを生産する黒人奴隷（バージニア植民地、1670年）

17世紀後半、アジアにもおし寄せた価格革命（詳細は#大西洋経済と価格革命）の影響は収束し、日本の鎖国、清の貿易統制の影響もあって交易は次第に衰退した。ヨーロッパで17世紀末に供給過剰によって胡椒価格の大暴落がおこると国際交易は更に衰退し、ヨーロッパ諸国は東南アジア進出から領域支配へと進出の方向を転換し始めた。
香辛料を主力商品としていたオランダはその価格の下落によって後退を余儀なくされた。代わって世界商品となったのが、潜在的需要の多いインド産の綿糸と綿織物、アメリカ産のタバコ、豊かになった市民層の飲料となった中国・インド産の茶、エチオピアからオスマン帝国に広がってヨーロッパで大流行したコーヒー、そして、茶やコーヒーに入れるための砂糖だった。イスラーム法では飲酒は禁じていたが、コーヒーには規定がなかったため飲むべきか否かで論争が起こったという。結果的にはトルコ・コーヒーは大流行し、西欧に先んじて各地にコーヒー・ショップができた。
それにともない、イギリスやフランスが台頭し、互いに熾烈な植民地戦争を繰り広げることとなる。しかし、貿易において17世紀から18世紀にかけての対アジア貿易は、中国・インド側の優位のもとに成り立っていた。
ヨーロッパ各国は砂糖を入手するためアフリカの黒人奴隷を運搬し、ブラジルやカリブ海周辺などの中南米で奴隷制プランテーションで砂糖生産を行うようになった。またサトウキビはラム酒の原料ともなり、主に北米植民地で加工されてヨーロッパに運ばれ、オランダやイギリスで愛飲されるようになった。プランテーションはやがて北米ヴァージニアのタバコや、トルコから移されたコーヒーなど他の農産物にも広がった。ニューヨークやボストンの港は奴隷貿易港として栄えるようになった。アメリカでは東部のインディアン部族が奴隷化され、またアフリカ黒人と混血したインディアンは「色つき（Coloured）」と呼ばれ、黒人の一種とみなされて奴隷にされるものも多かった。「黒人奴隷」は「アフリカから来た黒人」のみを指さない。
一方、アフリカ大陸では部族間の対立が続いており、奴隷商人は部族間戦争の捕虜を買い入れ、火器や工業製品を売った。こうして部族間戦争は奴隷狩りを目的とするものに変質し、戦闘は激しさを増した。壮年層が減少したアフリカ社会は活力を失って荒廃し、その経済も壊滅的な打撃を受けることとなった。
| 近世から近代にかけての世界の一体化へ | 近世から近代にかけての世界の一体化へ |